# The Flirt (film 1913 Reliance)
The Flirt è un cortometraggio muto del 1913. Il nome del regista non viene riportato nei titoli.

## Produzione
Il film fu prodotto dalla Reliance Film Company.

## Distribuzione
Distribuito dalla Mutual Film, il film - un cortometraggio in una bobina - uscì nelle sale cinematografiche statunitensi il 15 ottobre 1913. Nel mese di agosto dello stesso anno era uscito The Flirt, un cortometraggio con uguale titolo ma differente argomento, prodotto dalla Vitagraph e diretto da William Humphrey.